# Anna Gmeyner
Anna Gmeyner, connue aussi sous les noms de Anna Reiner et Anna Morduch (née le 16 mars 1902 à Vienne et morte le 3 janvier 1991 à York) fut une écrivain, dramaturge et scénariste.

## Biographie
Anna Gmeyner naquit dans une famille juive libérale à Vienne, où son père était avocat et comptait parmi ses amis Sigmund Freud. Après avoir étudié à Vienne, Anna Gmeyner partit pour Berlin en 1925 où elle épousa un chercheur controversé, Berthold P. Wiesner (en), un spécialiste britannique de la fertilité qui serait le père d’au moins 300 enfants. C'est aussi en 1925 que naquit sa fille Maria, qui se fera plus tard connaître sous le nom d'Eva Ibbotson avec ses livres pour adultes et pour la jeunesse. La famille partit ensuite en Écosse, où Berthold P. Wiesner s'était vu offrir un poste à l'université d'Édimbourg.
Anna Gmeyner et Berthold P. Wiesner se séparèrent en 1928, et Anna Gmeyner regagna Berlin où elle se mit à écrire des pièces. Certaines de ses premières pièces (une pour enfants, l'autre portant sur une grève de mineurs en Écosse) connurent un certain succès.
L'arrivée au pouvoir des Nazis en 1933 contraignit Anna Gmeyner à fuir l'Allemagne, où son travail allait être banni. Elle s'installa à Paris où elle travailla dans le cinéma, côtoya Bertolt Brecht et écrivit des scénarios pour Georg Wilhelm Pabst. C'est aussi là qu'elle rencontra son second mari, le philosophe russe Jascha Morduch.
À l'approche de la guerre, le couple traversa la Manche et s'installa en Angleterre, où elle commença à faire de l'Exilliteratur : c'est en 1938 qu'elle rédigea son livre le plus connu, Manja, alors qu'elle résidait à Belsize Park. Manja fut d'abord publié à Amsterdam en 1938 chez Querido Verlag avant de connaître des traductions en langue anglaise.
Jascha Morduch mourut en 1950, année à partir de laquelle elle écrivit sous le nom d'Anna Morduch.

## Filmographie
- 1931 : La Tragédie de la mine de Georg Wilhelm Pabst (scénario, non créditée)
- 1933 : Du haut en bas de Georg Wilhelm Pabst (scénario)
- 1940 : Sublime sacrifice de Roy Boulting (scénario)
- 1941 : Dawn Guard de Roy Boulting[5]

## Œuvres
- Der große und der kleine Klaus, 1929
- Heer ohne Helden. Bergarbeiterschauspiel in 8 Bildern, Dresden 1929
- Zehn am Fließband, 1931
- Automatenbüffet. Ein Spiel in drei Akten mit Vorspiel und Nachspiel, Volksstück, Berlin 1932 (autre titre : Im Trüben fischen)
- Mary-Ann wartet, Erzählung, 1933
- Manja. Ein Roman um fünf Kinder, Querido Verlag[6], Amsterdam 1938 (anglais : The Wall, London 1939. Five Destinies, New York 1939)
- Café du Dôme, Roman, London 1941 (autre titre : The Coward Heart, New York 1941)
- The Death and Life of Julian, London 1960 (Biographie de l'empereur Julien)
- A Jar Laden with Water. Six Stories, London 1961
- No Screen for the Dying, London ca. 1964
- The sovereign adventure. The Grail of mankind, Cambridge, 1970